# Tabanus neoindianus
Tabanus neoindianus är en tvåvingeart som beskrevs av Philip 1959. Tabanus neoindianus ingår i släktet Tabanus och familjen bromsar. Inga underarter finns listade i Catalogue of Life.